# Simons Zwergbeutelratte
Simons Zwergbeutelratte (Marmosa simonsi) ist eine Beuteltierart, die im westlichen Ecuador und im äußersten  Nordwesten von Peru sowie auf der Isla de Puná an der Mündung des Río Guayas in den Golf von Guayaquil (Pazifischer Ozean) vorkommt.

## Beschreibung
Die Tiere erreichen eine Kopfrumpflänge von 10,7 bis 15,6 (Männchen) bzw.  9,8 bis 14,5 cm (Weibchen), haben einen 14 bis 18,9 (Männchen) bzw. 12,1 bis 17 cm (Weibchen) langen Schwanz und erreichen ein Gewicht von 24 bis 49 g. Der Schwanz ist damit im Schnitt etwa 20 % länger als Kopf und Rumpf zusammen. Das Rückenfell und die Kopfoberseite sind grau. Ein heller Streifen entlang der Schnauzenmitte kontrastiert auffällig mit der grauen Kopfbehaarung. Rund um die schwarzen Augen finden sich schwärzlich-braune bis schwärzliche Augenringe die oft bis zu den Basen der Ohren reichen. Die Wangen sind grau. Das Bauchfell ist gelblich. Die Seiten des Bauchfells, die Seiten des Halses, die Leistengegend und die Innenseiten von Vorder- und Hinterbeinen sind grau. Die Vorder- und Hinterfüße sind weißlich oder hell gelblich. Die körpernahen 10 % des Schwanzes sind behaart, der Rest ist unbehaart. Der nackte Schwanzabschnitt ist auf der Oberseite bräunlich und auf der Unterseite hell. Das letzte Drittel des Schwanzes ist weißlich. Weibchen haben keinen Beutel. Die Anzahl der Zitzen und der Karyotyp der Tiere sind bisher unbekannt.

## Lebensraum und Lebensweise
Simons Zwergbeutelratte lebt von Meeresspiegelniveau bis in Höhen von 1600 Metern. In ihrem Lebensraum gibt es eine Vielzahl von unterschiedlichen Biotopen, darunter Mangrovenwälder, Tieflandregenwälder, feuchte Bergwälder und Trockenwälder. Die meisten Exemplare wurden bisher in Mangrovenwäldern und in Trockenwäldern gefangen. Über das Verhalten von Simons Zwergbeutelratte, ihre Aktivitätsmuster, ihre Ernährung und ihre Fortpflanzungsbiologie ist bisher nichts bekannt.

## Status
Simons Zwergbeutelratte ist von der IUCN noch nicht gesondert erfasst worden, da sie lange Zeit als Unterart von Robinsons Zwergbeutelratte (Marmosa robinsoni) galt und erst im Jahr 2010 im Zuge einer Revision der Gattung Marmosa wieder zu einer eigenständigen Art wurde.

## Belege
1. 1 2 3 4  Diego Astúa: Family Didelphidae (Opossums). in Don E. Wilson, Russell A. Mittermeier: Handbook of the Mammals of the World – Volume 5. Monotremes and Marsupials. Lynx Editions, 2015, ISBN 978-84-96553-99-6. Seite 137.
2. ↑  Rogério V. Rossi, Robert S. Voss, Darrin P. Lunde: A Revision of the Didelphid Marsupial Genus Marmosa Part 1. The Species in Tate's ‘Mexicana’ and ‘Mitis’ Sections and Other Closely Related Forms. Bulletin of the American Museum of Natural History, 82(11):1-83 (2010). doi: 10.1206/334.1